# Theresa Tova
Theresa Tova-Pearson (ur. 1955 w Paryżu) – francuska aktorka filmowa, teatralna i musicalowa, piosenkarka i pisarka. Wraz z Adrienne Cooper i Joanne Borts współtworzyła klezmerski zespół muzyczny Three Yiddish Divas.

## Życiorys
Theresa Tova urodziła się w Paryżu, w rodzinie polskich Żydów, którzy wyemigrowali do Francji po II wojnie światowej. Jako dziecko wyjechała z rodzicami do Kanady; rodzina osiedliła się w Calgary.
Zadebiutowała w 1983 epizodyczną rolą pacjentki w filmie Odsłony. W późniejszych latach pojawiała się w pierwszo- i drugoplanowych rolach w filmach, m.in. Unfinished Business, Deadline czy Eleni. W 1990 dostała jedną z głównych ról w serialu E.N.G. Występowała również na Broadwayu, m.in. w spektaklach Ragtime jako Emma Goldman, Skrzypek na dachu jako Yente oraz Patience jako lady Jane. Jako dramaturg jest autorką sztuki Still the night, reżyserowanej przez Anne Anglin.
Z mężem Bobem Pearsonem ma dwoje dzieci.

## Filmografia
- 1983 – Odsłony, jako pacjentka
- 1983 – Seeing things, jako Gloria
- 1984 – Deadline, jako Honey
- 1984 – Unfinished Business, jako Sally
- 1985 – Eleni, jako córka Kati
- 1989 – Nocny łowca, jako pani Sheppard
- 1990 – E.N.G., jako Marge Atherton
- 1992 – To jest moje życie, jako Rochelle
- 1995 – W obronie własnej, jako dr Shelton
- 1997 – Opowieść o odwadze: dwie kobiety, jako matka przełożona
- 2005 – Seks to nie wszystko, jako rosyjska piosenkarka
- 2012 – In Return, jako Sandy
- 2013 – It was your Charlie, jako Sandra

## Dyskografia
- 2002 – Telling stories
- 2006 – Live at the top of the Senator